# Последний гангстер
«Последний гангстер» (англ. The Last Gangster), также известный как «Ещё один враг общества» (англ. Another Public Enemy) — американский криминальный фильм режиссёра Эдварда Людвига, который вышел на экраны в 1937 году.
Фильм рассказывает о крупном нью-йоркском гангстере Джо Крозаке (Эдвард Г. Робинсон), который после многолетнего тюремного заключения выходит на свободу, попадая в руки своих бывших подручных, которые шантажируя его здоровьем сына, требуют вернуть спрятанные им деньги. Джо спасает сына, отказываясь от денег, однако гибнет от руки своего мстительного конкурента из дотюремной жизни.
Фильм был сдержанно, но в целом позитивно встречен критикой, особенно выделившей сильную игру Робинсона.
Это первая совместная работа Эдварда Г. Робинсона и Джеймса Стюарта. Второй и последний раз они сыграли вместе 27 лет спустя в вестерне «Осень Шайеннов» (1964).

## Сюжет
В 1927 году после длительного путешествия по Европе в Нью-Йорк на трансатлантическом лайнере возвращается крупный гангстер Джо Крозак (Эдвард Г. Робинсон). Во время путешествия Джо женился на девушке из Европы по имени Талия (Роуз Страднер), которая ничего не знает о его криминальной деятельности и очень плохо говорит по-английски. В порту Джо встречает его ближайший подручный по имени Кёрли (Лайонел Стандер), который сообщает, что часть подконтрольной Крозаку территории в Бруклине забрали под себя братья Кайлы. Недолго думая, Крозак даёт указание немедленно ликвидировать всех братьев и вернуть их бизнес под его крыло. Вскоре троих из четырёх братьев убивают, однако одному из них по имени Эйси (Алан Бакстер) удаётся сбежать. Вскоре Талия сообщает мужу, что беременна, что доставляет Джо большую радость. Хотя полиции не удаётся выдвинуть против него обвинения в убийстве братьев Кайл, тем не менее вскоре Крозака задерживают по подозрению в неуплате налогов. Несмотря на усилия адвоката Гормана (Фрэнк Конрой), Крозак получает десять лет тюрьмы, и его направляют для отбывания заключения в тюрьму «Алькатрас» в Сан-Франциско. Крозак приезжает в тюрьму, полагая, что благодаря своему криминальному авторитету будет пользоваться там особыми привилегиями и досрочно выйдет на свободу. Однако начальник тюрьмы показывает ему, что к Крозаку будут здесь относиться наравне с другими преступниками, и он проведёт в тюрьме столько времени, сколько положено. Одновременно начальник тюрьмы сообщает, что жена Крозака родила мальчика. Адвокат Горман просит Талию выяснить у мужа, где тот спрятал деньги, якобы для того, чтобы оплачивать текущие расходы, однако она просит его самого поговорить об этом с мужем. Тем временем правительство конфискует имущество Джо, который прилежно работает в тюрьме и соблюдает все правила, надеясь на смягчение приговора. Когда Талия приходит на свидание к мужу вместе с новорождённым мальчиком, которого также назвали Джо. Крозак счастлив видеть сына, но не обращает никакого внимания на жену, которая пытается выяснить, в чём его обвиняют в прессе. Вскоре становится известно, что апелляция Крозака отклонена и ему придётся отбывать все 10 лет заключения, после чего Горман отказывается работать на гангстера. После очередного свидания Талию у выхода из тюрьмы встречает группа репортёров, которые забрасывают женщину вопросами, а один из них — Пол Норт (Джеймс Стюарт) — подкладывает маленькому Джо пистолет и делает фотографию. На следующий день газеты выходят с фотографией сына Крозака с пистолетом и подписью «Враг общества № 1 — младший». Возмущённая Талия приходит к редактору и требует объяснений всем тем статьям, которые были опубликованы в газете. Редактор поднимает архивные материалы, свидетельствующие о преступлениях и убийствах, совершённых по приказу Крозака. На мольбы Талии оставить её и сына в покое, редактор заявляет, что будет продолжать эту тему, но Пол из сострадания к Талии отказывается писать о Крозаке. Вскоре между Полом и Талией начинаются отношения. На следующее свидание с Джо Талия приходит без ребёнка, заявляя мужу, что не хочет, чтобы её сын стал убийцей, как его отец. Она решила изменить сыну имя и переехать с ним в другой город, чтобы жить там спокойной нормальной жизнью. Из-за ребёнка заключённые провоцируют Джо на драку, которая переходит в волнения, которые надзиратели пресекают с помощью слезоточивого газа. Пол и Талия всё более сближаются, и в конце концов, женятся, а маленький сын Талии начинает называть Пола папой.
Проходит десять лет. Пол стал редактором газеты и живёт с Талией счастливой семейной жизнью вместе с сыном, которому сменили имя на Пол Норт-младший. Выйдя на свободу, Крозак собирается первым делом найти и наказать Талию. Однако Кёрли при встрече уговаривает его сначала съездить в Нью-Йорк, чтобы подтвердить свою власть в организации. По прибытии на собрание наиболее авторитетных членов своей банды, Джо видит много новых лиц, которые уже закрепились на своих местах и не хотят ему подчиняться. Кёрли, который захватил реальную власть в организации и контролирует гангстеров, заявляет, что Джо восстановит своё положение только в том случае, если вернёт спрятанные им два миллиона долларов. Когда Джо отказывается говорить, где спрятаны деньги, по приказу Кёрли его начинают пытать, однако когда и это не даёт результата, гангстеры похищают сына Джо и угрожают пытками ребёнку. Мальчик же не признаёт в Джо своего отца. Ухватившись за это, Джо пытается доказать людям Кёрли, что они схватили не того ребёнка, однако в доказательство тот показывает фотографию мальчика вместе с Талией. Тем временем, вернувшись домой, Талия обнаруживает, что сын похищен шантажистами. Несмотря на их требование не обращаться в полицию, Пол немедленно ставит в известность власти, чтобы начать розыск ребёнка. Когда бандиты готовы приступить к пыткам мальчика, Джо не выдерживает и сообщает, где спрятаны деньги. После получения денег, бандиты ночью выбрасывают Джо с сыном из машины в лесу под дождём, и те вынуждены самостоятельно добираться до людей. По дороге Джо и Пол-младший постепенно сближаются, хотя ребёнок по-прежнему не может понять, почему Джо упорно называет его сыном. Наконец, Пол-старший получает из полиции информацию об уничтожении банды похитителей, однако ни Джо, ни ребёнка с ними мне было. Наконец, Джо с Полом-младшим добираются до дома, где мальчика обнимают взволнованная Талия и Пол, укладывая его в постель. Перед тем, как заснуть, мальчик говорит, что Джо очень хороший, но странный человек, который почему-то думает, что он его отец. Поняв, что Пол-младший — это уже не его сын, Джо уходит. Однако на улице его встречает Эйси Кайл с пистолетом в руке, который поджидал Джо у дома Талии с того момента, как тот вышел на свободу. Эйси заявляет, что в качестве мести за убийство братьев, он сначала убьёт Джо, а затем сообщит в газеты о том, кем на самом деле является Пол-младший и тем самым разрушит его жизнь. Не выдержав этих слов, Джо бросается на Эйси и в драке убивает его, однако сам получает смертельное ранение и вскоре умирает, сжимая в руках школьную медаль сына на выдающиеся успехи.

## В ролях
- Эдвард Г. Робинсон — Джо Крозак
- Джеймс Стюарт — Пол Норт
- Роуз Страднер — Талия Крозак
- Лайонел Стандер — Кёрли
- Дуглас Скотт — Пол Порт-младший / Джо Крозак-младший
- Джон Кэррадайн — Каспар, заключённый, который пытается запугивать Крозака
- Сидни Блэкмер — редактор газеты в Сан-Франциско
- Грант Митчелл — начальник тюрьмы
- Эдвард Брофи — Фэтс Гарви, заключённый, который поддерживает Крозака
- Алан Бакстер — Фрэнки «Эйси» Кайл
- Фрэнк Конрой — Сид Горман
- Луиз Биверс — Глория, служанка Талии
- Морони Олсен — детектив Дэнни Ши (в титрах не указан)
- Эдвард Поли — Брокетт (в титрах не указан)

## История создания фильма
Как отмечает историк кино Джереми Арнольд, к моменту создания фильма Эдвард Г. Робинсон только что перезаключил контракт с кинокомпанией Warner Bros., согласно которому актёр получил значительно больше самостоятельности и власти. Студия предлагала ему один криминальный сценарий за другим, но Робинсон от всего отказывался, желая уйти из гангстерского жанра. Позднее он писал: «Все сценарии были плохи. Правда заключалась в том, что я добивался свободы действий в отношениях с Warner Bros. И для этого казалось важным проверить действенность тех положений нового контракта, которые дали мне право на согласование своей роли. Я должен был показать, что эти положения действуют». На вопрос, почему тогда он принял предложение Metro-Goldwyn-Mayer сыграть в этом фильме, Робинсон с иронией признал: «Добившись права согласования сценариев, я надеялся, что больше никогда не буду играть гангстеров, но всё-таки согласился на роль стареющего гангстера. Я понимал, что принимаю предложение MGM из-за раздражения и озабоченности по поводу нарастающих расходов в связи с ремонтом дома. Здесь решающую роль сыграли деньги, а не искусство. С довольно большим облегчением признаю это сегодня 35 лет спустя». Робинсон описал Metro-Goldwyn-Mayer как «наиболее шизофреническую из всех студий в политическом плане. Руководители, практически все до одного, были против либералов». С другой стороны, «сценаристы и руководство уровнем пониже были моими коллегами по антинацистским организациям». Таким образом, «в буфете столики делились так, чтобы политические различия за ними были минимальными. Из-за криков ярости, с которыми сценарист нападал на режиссёра из-за вторжения Гитлера в Рейнскую область, было просто невозможно съесть свой сэндвич из бекона с помидорами в мире и покое. В конце концов, я стал обедать в своей гримёрке. Практически невозможно честно сыграть роль после того, как ты вывернул душу наружу по поводу судетских немцев».
Как пишет Арнольд, фильм поставил Эдвард Людвиг, при этом в титрах в качестве соавтора оригинальной истории указано имя опытного режиссёра Уильяма Уэллмана. Позднее Уэллман объяснял это тем, что у него «не сложились отношения с (главой студии) Луисом Б. Майером». По словам Арнольда, Уэллман незадолго до того пришёл на MGM, успев поставить пару фильмов. Однажды его вместе с режиссёром Вуди Ван Дайком вызвали в офис Майера, где глава студии объявил, что хочет с их помощью «пристыдить этих остальных режиссёров, чтобы те делали картины так же быстро, качественно и за те же деньги, что и вы двое». Он добавил: «Таким образом, я ваш генерал, а вы мои сержанты». Уэллман отреагировал неподобающим образом, заявив Майеру: «Если вы думаете, что вы можете нанять меня как штрейкбрейкера, вы сошли с ума». Майер пришёл в ярость, и, как вспоминал Уэллман, после выхода из офиса и он, и Дайк оказались в опале. В качестве мести Майер не давал Уэллману ставить фильмы. Он просто платил ему еженедельную зарплату, но не давал никакой работы. Уэллман сходил с ума от отчаяния и наконец пришёл ко второму по значимости руководителю студии Эдди Мэнниксу с идеей. Уэллман будет писать сценарии, и, если Мэнниксу они понравятся, он будет их покупать. А если нет, то нет. Мэнникс согласился, и Уэллман, объединившись с молодым контрактным сценаристом Бобом Карсоном, быстро слепил сценарий «Последнего гангстера». Они также написали «Звезда родилась» (1937), который Уэллман в итоге поставил для Дэвида О. Селзника.
По информации Американского института киноискусства, это был первый американский фильм австрийской актрисы Роуз Страднер, которая в 1939 году вышла замуж за продюсера MGM Джозефа Л. Манкевича. За свою недолгую карьеру помимо этой картины она успела сыграть лишь в двух фильмах — «Тупик» (1939) режиссёра Чарльза Видора на студии Columbia и «Ключи от королевства» (1944) режиссёра Джона М. Стала на студии Twentieth Century Fox, автором сценария и продюсером последнего был Манкевич. Затем она ушла из кино, занимаясь воспитанием двоих детей от брака с Манкевичем. В 1958 году она покончила жизнь самоубийством, приняв передозировку лекарств.
В своей рецензии на этот фильм журнал Variety отметил, что хотя персонажа Эдварда Г. Робинсона отправляют в тюрьму «Алькатрас» в 1927 году, на самом деле она стала федеральной тюрьмой только в 1933 году. Также отмечалось, что уклонение от уплаты налогов в то время ещё не использовалось как средство, чтобы засадить гангстеров в тюрьму, это началось лишь через несколько лет после времени, показанного в фильме.

## Оценка фильма критикой
После выхода фильма на экраны журнал Variety написал, что «вполне возможно, он станет последним гангстерским фильмом», что, как пишет Арнольд, сегодня звучит по меньшей мере странно, учитывая количество гангстерских лет в последующие годы. Однако в то время могло показаться, что гангстерский жанр себя исчерпал. В подтверждение своего мнения рецензент Variety заявил, что фильм «не предлагает ничего или практически ничего нового». С другой стороны, по его мнению, «производственные качества фильма превосходные, а сценарий и постановка мастерские. На премьерных просмотрах и в местных кинотеатрах благодаря своим достоинствам фильм покажет себя хорошо и принесёт деньги». По словам Арнольда, «так оно и случилось. Публика желала видеть Эдварда Г. Робинсона в той роли, которую любила больше всего. И эту картину можно в полной мере назвать фильмом Робинсона, который в очередной раз создал сильный образ преступника с некоторой человеческой порядочностью внутри». Variety также отметил «актрису венской сцены Роуз Страднер в её американском кинодебюте, которая показала свою драматическую силу, и, кроме того, достаточно привлекательна, чтобы обратить на себя внимание».
Как написал Арнольд, получился «быстрый и увлекательный фильм». Критик в свою очередь обратил внимание на Джеймса Стюарта, который «сыграл одну из своих первых значимых ролей на MGM, где его готовили к звёздному статусу, сняв за два года в 11 фильмах». По мнению критика, «Стюарт очень хорошо справился с ролью гуманного репортёра, но выглядел очень глупо с усами. Он запомнил этот урок и не снимался с усами вплоть до фильма „Парад дураков“ в 1971 году». Назвав фильм «мелодраматической криминальной историей», современный историк кино Сандра Бреннан отметила «отличную игру Робинсона в роли криминального главаря, который переживает за судьбу своего сына».